# Jedenaste: nie uciekaj
Jedenaste: nie uciekaj – polski thriller z 2009 roku w reżyserii Roberta Wrzoska.

## Obsada
- Ewa Kania – Ona
- Robert Wrzosek – On